# Leif Lewin
Denna artikel handlar om statsvetaren Leif Levin. För näringslivspersonen, se Leif Lewin (företagsledare)
Leif Lewin, folkbokförd Leif Gunnar Thorbjörn Levin, född 28 mars 1941 i Örebro, är en svensk statsvetare och tidigare professor (professor skytteanus) vid Uppsala universitet 1972–2008.

## Biografi
Leif Lewin studerade vid Uppsala universitet, där han blev fil. kand. 1963 och fil. lic. 1964. Han lade fram sin doktorsavhandling Planhushållningsdebatten 1967 (med Carl-Arvid Hessler som handledare), och blev docent samma år. År 1972 efterträdde han Hessler som skytteansk professor i statskunskap och vältalighet.

### Forskning
Lewins forskning är inriktad på demokratins teori och praktik och på svensk politik, med verk som Hur styrs facket? (1977), Ideologi och strategi: svensk politik under 100 år (1984), Samhället och de organiserade intressena (1992) och Votera eller förhandla?: om den svenska parlamentarismen (1996). I Bråka inte! Om vår tids demokratisyn beskriver han den svenska politiska kulturens behov av ständig konsensus. I "Democratic Accountability. Why Choice in Politics is both Possible and Necessary" (Harvard University Press 2007) analyserar han politikernas makt och väljarnas möjlighet att hålla dem ansvariga för konsekvenserna av fattade beslut.

### Engagemang
Lewin var under studietiden aktiv i Föreningen Heimdal och Konservativa Studentförbundet (idag Fria Moderata Studentförbundet, FMSF), som han lämnade då Gunnar Heckscher avgick som högerledare 1965. Lewin har därefter inte varit politiskt aktiv. Åren 1963–1965 var han redaktör för Konservativa Studentförbundets tidskrift Svensk Linje. 
Lewin har varit ordförande i Sveriges universitetslärarförbund och har även varit dekanus vid samhällsvetenskapliga fakulteten, vicerektor vid Uppsala universitet och inspektor för Södermanlands-Nerikes nation. Han är medlem i flera svenska och utländska akademier och lärda sällskap, bland annat  Kungliga Vetenskapssamhället i Uppsala sedan 1981 och Kungliga Vetenskapsakademien sedan 1983, har varit styrelseledamot i råd, stiftelser, myndigheter och organisationer och har även suttit i styrelsen för statsvetarnas europeiska samarbetsorgan European Consortium for Political Research.